# Premi P.C. Hooft
El Premi P.C. Hooft (nom oficial en neerlandès P.C. Hooft-Prijs) és un premi literari dels Països Baixos. S'atorga cada any alternant les categories de prosa, poesia i assaig. És uns dels premis literaris més prestigiosos del país. És atorgat únicament a residents dels Països Baixos i els escriptors d'altres països de llengua neerlandesa en són exclosos. El 2018, a més de l'honor, l'import en metàl·lic del premi era de 60.000 euros.

## Història
El premi es va establir el 1947, al commemorar-se el 21 de maig d'aquell any el tricentenari de la mort de l'escriptor Pieter Corneliszoon Hooft (1581-1647). Fins al 1955 es va concedir a una obra concreta. Des d'aleshores es va convertir en un premi d'obra i trajectòria. Inicialment es tractava d'un premi atorgat per l'Estat, fins a 1984 sobre la base d'una candidatura proposada part d'un jurat. El govern havia d'aprovar la proposta del jurat.
La relació entre l'Estat dels Països Baixos i el jurat es va embolicar el 1984, quan Hugo Brandt Corstius va ser nominat per al premi. El llavors ministre de Cultura, Elco Brinkman, del partit Crida Demòcrata Cristiana, es va negar a concedir-lo, perquè als seus ulls Corstius era massa negatiu en la seva crítica contra el govern del primer ministre Ruud Lubbers i Beatriu I. El 12 de febrer de 1984 el ministre va anunciar als mitjans que no acceptava la decisió dels jurats. Com a resultat d'aquesta rebel·lió ministerial, hi va haver una tempesta mediàtica i el jurat va dimitir. Com a protesta, la ciutat d'Amsterdam va atorgar el Premi Busken Huet a Corstius i el ministre de la cultura neerlandesa de Bèlgica, Marc Galle, va abandonar el seu seient al comitè executiu de la Unió de la Llengua Neerlandesa, aleshores presidit pel ministre Brinkman. Es va dedicar un debat al parlament neerlandès a l'incident. Una moció de l'oposició per a atorgar el premi no va ser acceptada, tot i que tres membres del Partit Popular per la Llibertat i la Democràcia, que feien part de la majoria al govern, la van aprovar.
En conseqüència, durant tres anys, el premi no es va atorgar. Corstius va replicar amb la seva ironia característica: «Sense dubte és força divertit. Evidentment, amb tot, el refús del premi és un honor major que rebre'l.» Per sortir de l'atzucac, el 23 desembre de 1987 es va crear una fundació independent de l'Estat, la Stichting P.C. Hooft-prijs voor Letterkunde (Fundació del Premi P.C. Hooft de Literatura) que el 1987 va atorgar el premi a Corstius.

## Premiats

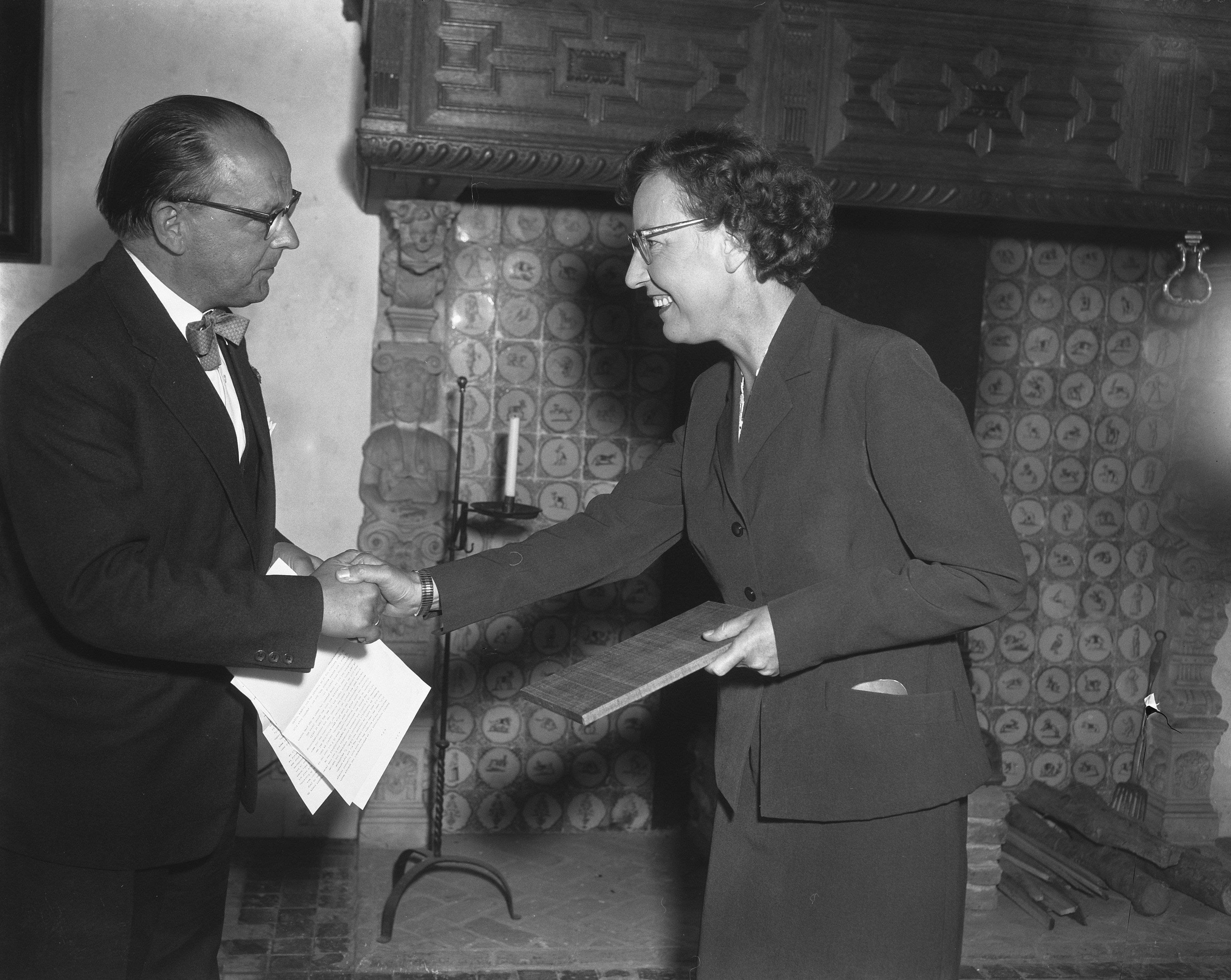
Premi 1956 per a Anna Blaman el 29 de maag de 1957 al castell Muiderslot

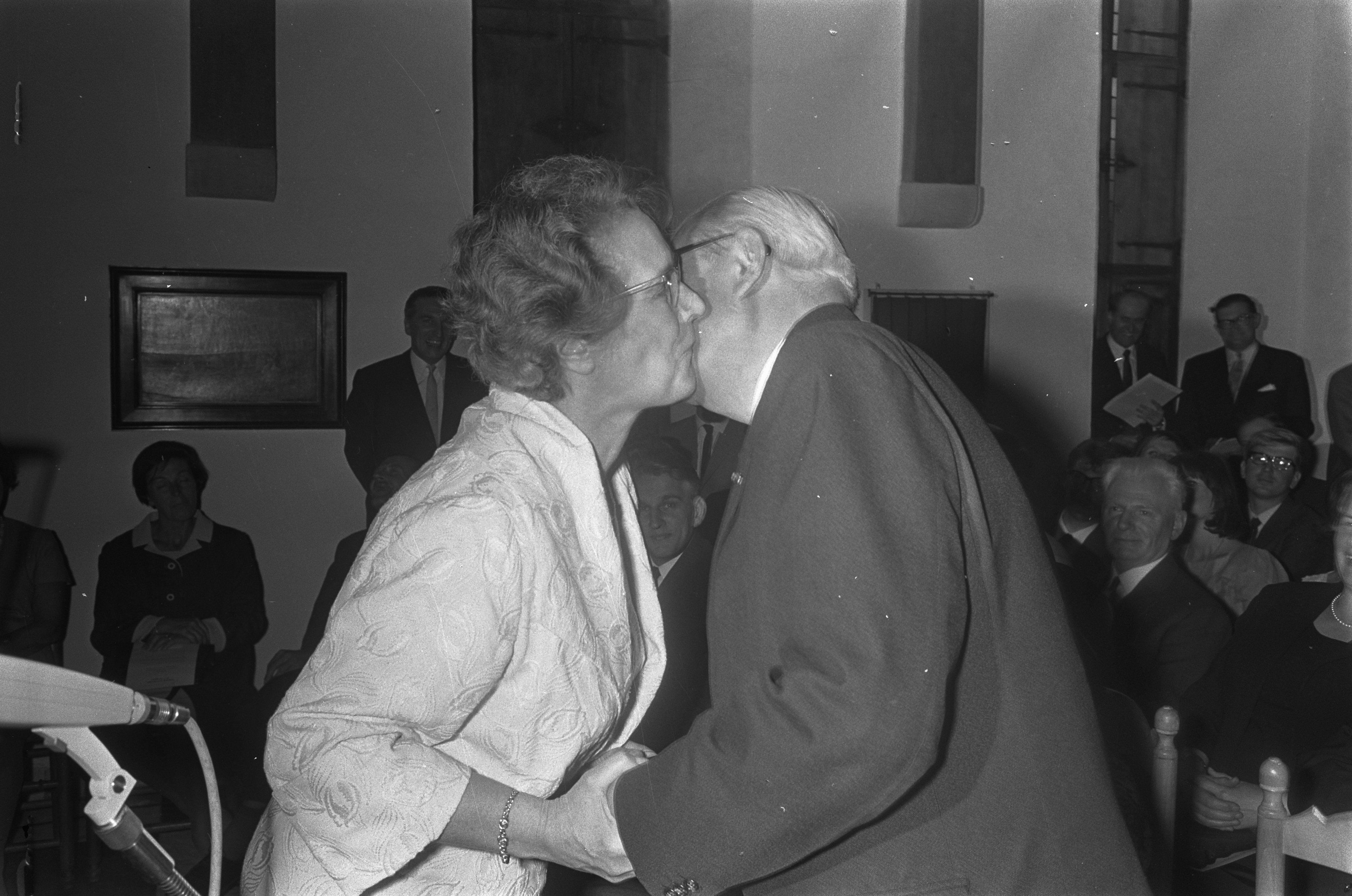
Marga Klompé abraça Anton van Duinkerken (1966)

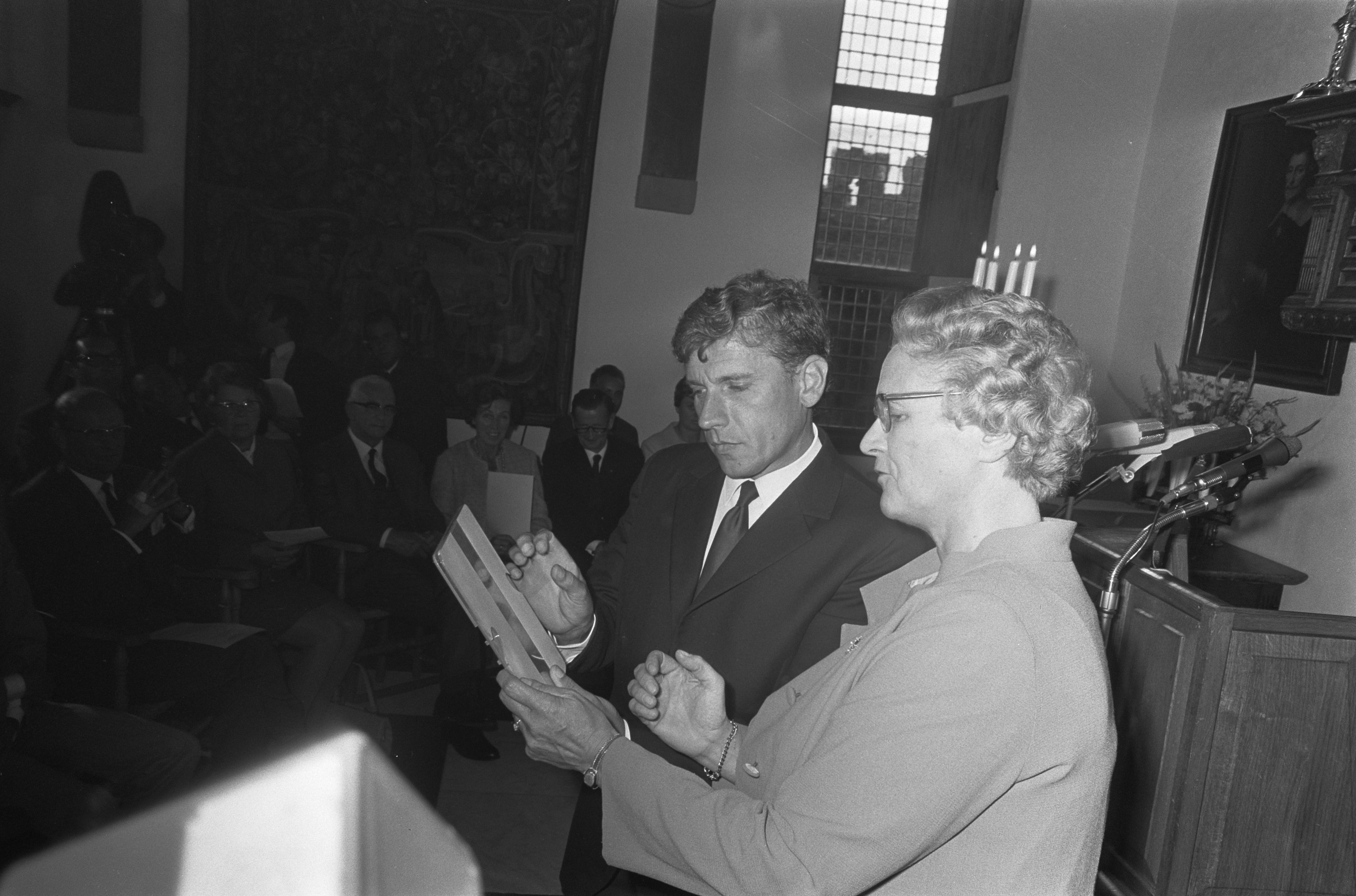
Gerard Reve (1968)

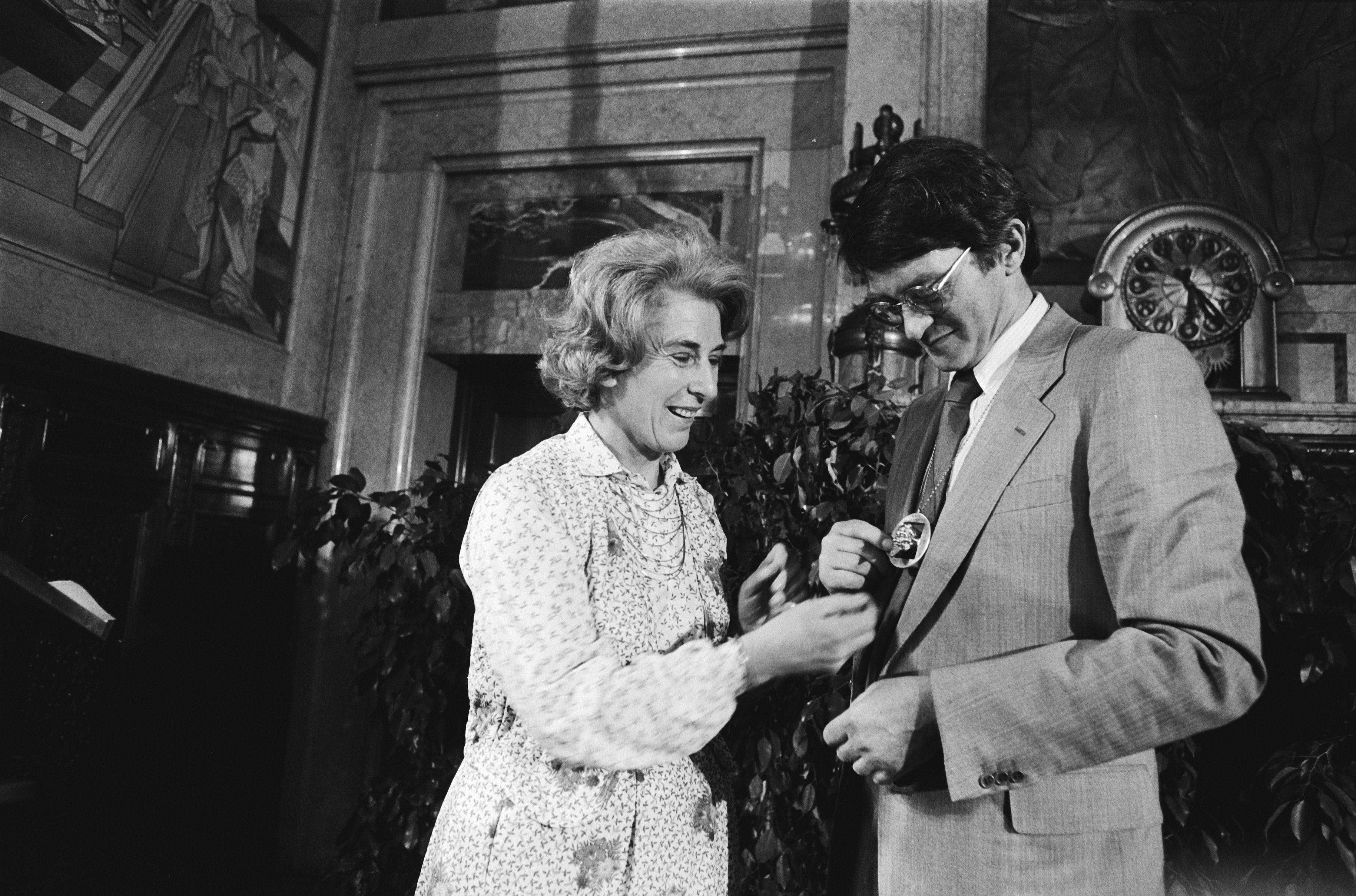
Remco Campert (1976)

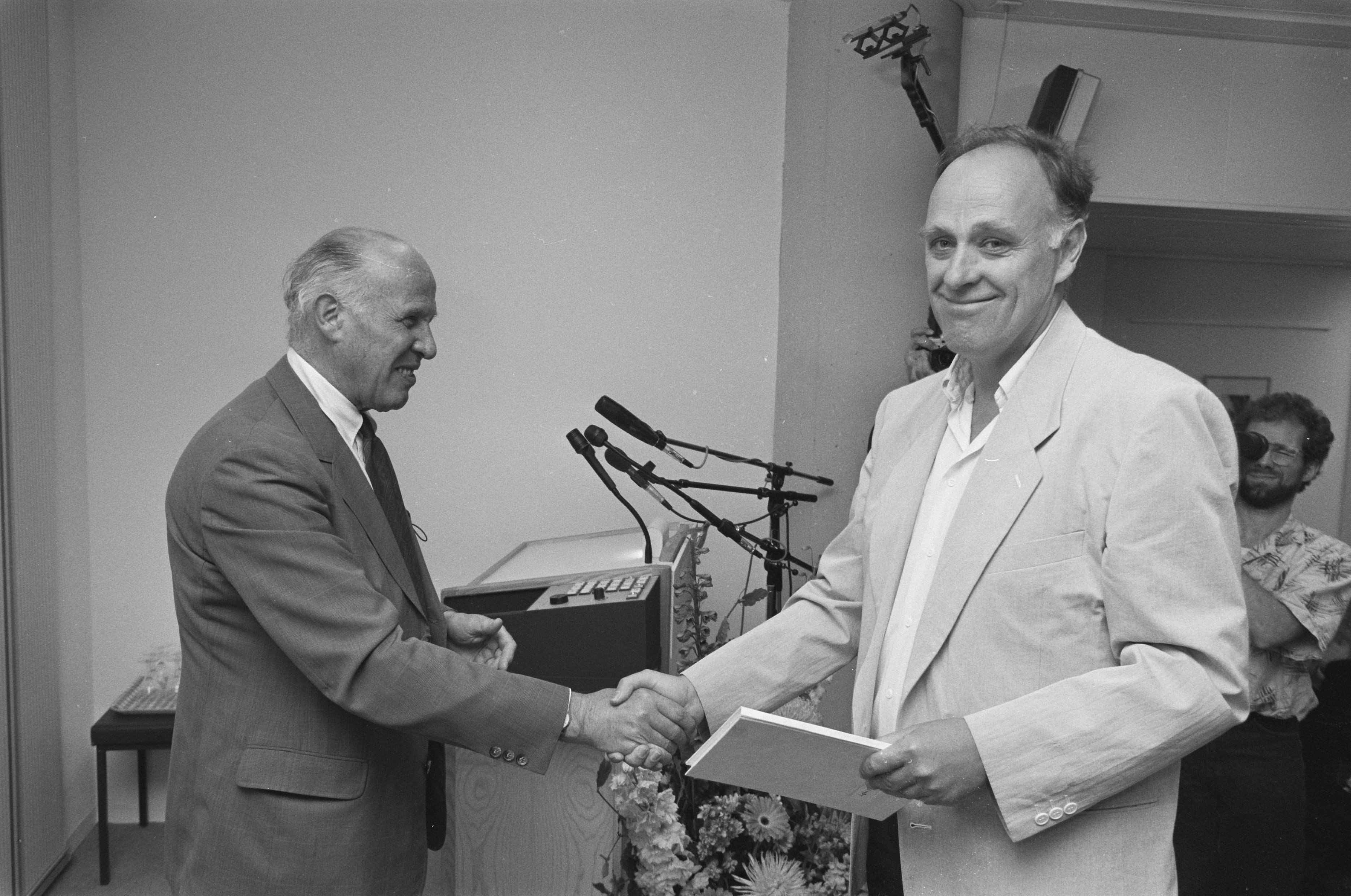
Hugo Brandt Corstius (1987)

- 1947 - Amoene van Haersolte per Sophia in de Koestraat
- 1947 - Arthur van Schendel per Het oude huis
- 1948 - A.M. Hammacher per Eduard Karsen en zijn vader Kaspar
- 1949 - Gerrit Achterberg per En Jezus schreef in 't zand
- 1950 - Simon Vestdijk per De vuuraanbidders
- 1951 - Eduard Jan Dijksterhuis per De mechanisering van het wereldbeeld
- 1952 - J.C. Bloem per Avond
- 1953 - F. Bordewijk per Studiën in de volksstructuur i De doopvont
- 1954 - Lodewijk Rogier per In vrijheid herboren. Katholiek Nederland 1853
- 1955 - Adriaan Roland Holst per Late telgen
- 1956 - Anna Blaman
- 1957 - Pieter Geijl
- 1958 - Pierre Kemp
- 1959 - no atorgat
- 1960 - Victor E. van Vriesland
- 1961 - H.W.J.M. Keuls
- 1962 - Theun de Vries
- 1963 - Frits van der Meer
- 1964 - Leo Vroman
- 1965 - no atorgat
- 1966 - Anton van Duinkerken
- 1967 - Lucebert
- 1968 - Gerard Kornelis van het Reve
- 1969 - no atorgat
- 1970 - Gerrit Kouwenaar
- 1971 - Willem Frederik Hermans (premi refusat després que es van equivocar amb l'import massa elevat)
- 1972 - Abel Herzberg
- 1973 - Hendrik de Vries
- 1974 - Simon Carmiggelt
- 1975 - Rudy Kousbroek
- 1976 - Remco Campert
- 1977 - Harry Mulisch
- 1978 - Cornelis Verhoeven
- 1979 - Ida Gerhardt
- 1980 - Willem Brakman
- 1981 - Karel van het Reve
- 1982 - M. Vasalis
- 1983 - Hella Haasse
- 1984 - no atorgat
- 1985 - no atorgat
- 1986 - no atorgat
- 1987 - Hugo Brandt Corstius
- 1988 - Rutger Kopland
- 1989 - Jan Wolkers (refusat perquè haven obviat Marten Toonder)[6]
- 1990 - Kees Fens
- 1991 - Elisabeth Eybers
- 1992 - Anton Koolhaas
- 1993 - Gerrit Komrij
- 1994 - J. Bernlef
- 1995 - Albert Alberts
- 1996 - K. Schippers
- 1997 - Judith Herzberg
- 1998 - F.B. Hotz
- 1999 - Arthur Lehning
- 2000 - Eva Gerlach
- 2001 - Gerrit Krol
- 2002 - em Dresden
- 2003 - H.H. ter Balkt
- 2004 - Cees Nooteboom
- 2005 - Frédéric Bastet
- 2006 - H.C. ten Berge
- 2007 - J.M.A. Biesheuvel
- 2008 - Abram de Swaan
- 2009 - Hans Verhagen
- 2010 - Charlotte Mutsaers
- 2011 - Henk Hofland
- 2012 - Tonnus Oosterhoff
- 2013 - A.F.Th. van der Heijden
- 2014 - Willem Jan Otten
- 2015 - Anneke Brassinga[7]
- 2016 - Astrid Roemer[8]
- 2017 - Bas Heijne[9]
- 2018 - Nachoem Wijnberg[10]
- 2019 - Marga Minco